# Драма (рассказ)
Драма  — рассказ Антона Павловича Чехова. Написан в 1887 году, впервые опубликован в 1887 году в журнале «Осколки» № 24 от 13 июня с подписью А. Чехонте.

## Публикации
Рассказ А. П. Чехова «Драма» написан в 1887 году, впервые опубликован в 1887 году в журнале «Осколки» № 24 от 13 июня с подписью А. Чехонте, в 1891 году печатался в сборнике «Пестрые рассказы», вошёл в собрание сочинений писателя, издаваемое А. Ф. Марксом.
При жизни Чехова рассказ переводился на болгарский, венгерский, немецкий, норвежский, польский, румынский, сербскохорватский и чешский языки.

## История
По свидетельству Н. М. Ежова, сюжет рассказа получен Чеховым от драматурга Виктора Петровича Буренина.

## Критика
Рассказ «Драма» был одним из самых любимых произведений Л. Н. Толстого. Его он мог читать и слушать сколько угодно". По воспоминаниям С. Т. Семенова, рассказ «до того восхищал Л. Н., что он его рассказывал бесчисленное количество раз и всегда смеялся от всей души». По отзывам Ежова: «…Л. Н. Толстой, читая рассказ „Драма“, от души хохотал и советовал всем прочитать этот чеховский рассказ». Разделяя лучшие произведения Чехова на два сорта, Лев Николаевич причислил рассказ к первому сорту.
Рассказ был отмечен современной писателю критикой. Н. К. Михайловский вспоминал раннего Чехова, когда тот проявлял «изумительную изобретательность по части смехотворных эффектов (трудно даже вспомнить без улыбки, например, „Винт“ или „Драму“)…». О рассказе писали критики Я. Абрамов, С. А. Венгеров, В. Д. Чайльдс и др. С. А. Венгеров отнес рассказ к тем, в которых «немало анекдотичности и даже прямого шаржа».

## Персонажи
- Мурашкина, писательница, полная дама в очках, с красным, мясистым лицом
- Павел Васильевич, известный писатель

## Сюжет
Действие рассказа происходит в квартире известного писателя, Павла Васильича. Однажды утром к нему пришла писательница по фамилии Мурашкина. Павел Васильевич не хотел её принимать, но поскольку она приходила уже пять раз, то согласился.
Дама известила писателя, что она «разрешилась от бремени драмой», слезно просила выслушать эту драму и высказать свое мнение. Павел Васильевич не любил читать и слушать чужие произведения, они напоминали «пушечные жерла, направленные ему в физиономию». Однако он согласился послушать даму, но только полчаса. Мурашкина начала читать свое произведение. Во время чтения Павел Васильевич вспоминал, что ему приказала привезти на дачу жена, думал, что он не виноват в том, что дама написала драму.
Чтение продолжалось настолько долго, что писатель стал засыпать. В его глазах Мурашкина стала представляться трехголовой, потом она уперлась головой в потолок, распухла до больших размеров. Павел Васильевич, не владея собой, схватил со стола пресс-папье и ударил им по голове Мурашкину. Потом он закричал: «Вяжите меня, я убил ее!» Рассказ кончается словами «Присяжные оправдали его».

## Экранизация
В 1960 году на центральной студии телевидения по одноимённому рассказу Антона Павловича Чехова снят короткометражный телевизионный фильм «Драма». Режиссер Герман Ливанов. В ролях: Фаина Раневская — писательница Мурашкина; Борис Тенин — известный писатель Павел Васильевич.
- 1969 — Драма / El Drama (ТВ) (Испания), режиссёр Франсиско Абад (сериал «Чеховские рассказы»).